# Alphonse Delebecque
Pour les articles homonymes, voir Delebecque.
Alphonse Marie Pierre Delebecque est un homme politique français né le 4 juillet 1804 à Carvin (Pas-de-Calais) et mort le 18 août 1867 à Cambrai (Nord). Avocat et journaliste, il est député du Nord de 1849 à 1851. Son fils, Alphonse Charles Delebecque est général et grand-croix de la Légion d'honneur.

## Biographie
Alphonse Delebecque nait le 4 juillet 1804 à Carvin, son père est agent télégraphique. Il est un cousin de Maximilien de Robespierre,.
Il s'installe comme avocat à Paris avant la Trois Glorieuses puis rejoint le barreau de Douai. Il devient rédacteur en chef du journal le Liberal du Nord en octobre 1833, et dirige la rédaction de ce journal républicain jusqu'en février 1848. Il est également un des rédacteurs du journal libéral L’Union fondé en janvier 1834 et, crée en janvier 1843 la revue Jurisprudence de la cour royale de Douai. Il est poursuivi plusieurs fois devant les tribunaux pour ses opinions
Après la Révolution de 1848, il est nommé le 20 avril, sous-préfet de Douai, poste qu'il occupe jusqu'au 20 avril puis, le 23 juillet, Sous-préfet de Cambrai. Le 24 janvier 1849, il est démis de son poste par le ministre Léon Faucher,.
Il est élu député du Nord lors des élections du 13 mai 1849 et siège avec la gauche modérée. Il vote notamment contre la Loi Falloux et contre l'expédition de Rome. Il se retire de la vie publique après le coup d'État du 2 décembre 1851.
Il redevient avocat à Douai tout en dirigeant la revue renommée Jurisprudence de la cour impériale de Douai. Il meurt le 18 août 1867 à Cambrai. Son fils, Alphonse Charles Delebecque est général et grand-croix de la Légion d'honneur.

## Sources
- « Alphonse Delebecque », dans Adolphe Robert et Gaston Cougny, Dictionnaire des parlementaires français, Edgar Bourloton, 1889-1891 [détail de l’édition]